# Astronautika u 1974.
◄◄ | ◄ | 1971. | 1972. | 1973. | 1974.  | 1975. | 1976. | 1977. | ► | ►►
Arhitektura • Astronautika • Astronomija • Biologija • Film • Fotografija • Glazba • Kazalište • Kemija • Kiparstvo • Knjige • Književnost • Kršćanstvo • Meteorologija • Medicina • Planinarstvo • Politika • Pravo • Promet • Slikarstvo • Strip • Šport • Televizija • Znanost • Zrakoplovstvo • Željeznički promet
Astronautika u 1974.

## Svemirske letjelice

### Orbitalne i suborbitalne letjelice
- Lansiran prvi satelit iz ruskog satelitskog navigacijskog sustava Cikada.[1]

## Vanjske poveznice
|  | Zajednički poslužitelj ima još gradiva o temi Svemirski letovi u 1974. |